# مجموعه حمام‌های گاردر
مجموعه حمامهای گاردر مربوط به دوره صفوی است و در خمینی شهر، محله گاردر، بلوار شهید منتظری واقع شده و این اثر در تاریخ ۲۴ اسفند ۱۳۸۳ با شمارهٔ ثبت ۱۱۵۸۳ به‌عنوان یکی از آثار ملی ایران به ثبت رسیده است.